# Station Brekkvasselv
Station Brekkvasselv is een spoorwegstation in Brekkvasselv in de gemeente Namsskogan in de Noorse fylke Trøndelag. Het station stamt uit 1940 toen Nordlandsbanen in gebruik werd genomen tot aan Mosjøen. In 2000 werd het gesloten voor personenvervoer.